# Ernodea cokeri
Ernodea cokeri là một loài thực vật có hoa trong họ Thiến thảo. Loài này được Britton ex Coker mô tả khoa học đầu tiên năm 1905.